# Ángel Cabrera Latorre
Ángel Cabrera Latorre (* 19. Februar 1879 in Madrid, Spanien; † 7. Juli 1960 in La Plata, Argentinien) war ein spanisch-argentinischer Mammaloge und Paläontologe. Er widmete sich der Taxonomie der Säugetiere und forschte vor allem in Spanien, Marokko und Argentinien. Sein Sohn Ángel Lulio Cabrera war ein prominenter Botaniker.

## Leben
Ángel Cabrera studierte an der Universität Complutense Madrid, wo er 1900 promoviert wurde. 1902 wurde er von Direktor Ignacio Bolívar (1850–1944) zum Museo Nacional de Ciencias Naturales (MNCN) berufen, wo er bis 1925 arbeitete. Er begann 1912 als Assistenznaturforscher und war anschließend als Sammler, Präparator und Naturforscher in der osteologischen Abteilung tätig. Schließlich war er für die Säugetiersammlung verantwortlich.
Mehrere Jahre lang war das nordafrikanische Territorium der Forschungsschwerpunkt seiner Arbeit, wohin er zwei wissenschaftliche Expeditionen leitete: eine im Jahr 1919 zum Rif, und eine weitere im Jahr 1921 nach Westmarokko, worüber er 1932 das Buch Los mamíferos de Marruecos veröffentlichte. Er nahm auch an anderen Forschungsreisen teil, wie z. B. 1923 an der Expedition nach Spanisch-Marokko unter der Leitung des Ornithologen und Admirals der britischen Marine, Hubert Lynes, bei dem Ángel Cabrera für die Untersuchung von Säugetieren und Insekten zuständig war.
Während dieser spanischen Periode schrieb Cabrera etwa 25 Bücher und mehr als hundert Artikel in wissenschaftlichen Zeitschriften in aller Welt. Sein erstes Werk veröffentlichte er im Alter von 18 Jahren in den Actas de la Sociedad Española de Historia Natural. Im Jahr 1914 veröffentlichte er das Buch Fauna Ibérica – Mamíferos und zwischen 1919 und 1925 Genera Mammalium, ein weiteres seiner Hauptwerke. In seinem Manual de Mastozoología (1922) prägte er erstmals den in spanischsprachigen Ländern üblichen Begriff Mastozoologie anstelle von Teriologie oder Mammalogie. Er illustrierte seine Bücher oft in Eigenregie, da er auch ein versierter Maler und Zeichner war.
1925 emigrierte Cabrera nach Argentinien und wurde im selben Jahr eingebürgert. Luis María Torres (1878–1937) übertrug ihm die Leitung der paläontologischen Abteilung am La-Plata-Museum. Von 1930 an war er Professor an der Fakultät für Landwirtschaft und Veterinärmedizin der Universität Buenos Aires. Er führte Studien über die fossile Fauna Argentiniens durch, darunter über das Megatherium, Wale, Hirsche, Kamelartige, Jaguare und Beuteltiere.
1947 förderte Cabrera in Patagonien die Überreste von Amygdalodon patagonicus, den ersten jurassischen Dinosaurier Südamerikas, zu Tage, was zu einer Reihe von Entdeckungen führte, die diese Region zu einer der reichsten an Dinosauriervorkommen gemacht haben. Er leitete die Doktorarbeiten von Mathilde Dolgopol de Sáez, Andreína Bocchino, Enriqueta Vinacci und Dolores López Aranguren, den ersten Paläontologen Südamerikas.
In dieser Phase stellten aber auch die rezenten Säugetiere sein bevorzugtes Forschungsgebiet dar. So widmete er sich u. a. der Pferderasse Criollo, der Hunderasse Cimarrón Uruguayo und dem Puma. Cabrera war auch Naturschützer und machte auf die Gefahren der Einschleppung allochthoner Arten aufmerksam. Er sprach sich auch für die Einrichtung von Reservaten und Naturgebieten zum Schutz einheimischer Ökosysteme aus.

## Mitgliedschaften
Cabrera war u. a. Mitglied der Real Sociedad Española de Historia Natural, wo er Bibliothekar (1904–1919) und Generalsekretär (1919–1925) war, der Zoological Society of London (1907), der Boston Society of Natural History (1929), der International Commission on Zoological Nomenclature (ab 1930), bei der Academia de Ciencias Exactas, Físicas y Naturales de Madrid (1931), korrespondierendes Mitglied des American Museum of Natural History in New York (1943), Ehrenmitglied der American Society of Mammalogists in den Vereinigten Staaten (1947), ausländisches Ehrenmitglied der Zoological Society of London (1947) sowie korrespondierendes Mitglied der Academia Nacional de Ciencias Exactas, Físicas y Naturales de Buenos Aires (1950).

## Dedikationsnamen
Im Jahr 1906 wurde er vom britischen Zoologen Oldfield Thomas im Artepitheton der Cabrera-Wühlmaus (Microtus cabrerae) geehrt, ein auf der Iberischen Halbinsel heimisches Nagetier. Seinen Namen tragen u. a. auch die auf der Insel Madeira endemische Unterart der Amsel (Turdus merula cabrerae), die Cabrera-Baumratte (Mesocapromys angelcabrerai) oder die patagonische Unterart des Pumas (Puma concolor cabrerae). 1917 beschrieb Lorenzo Camerano die Unterart Capra pyrenaica subsp. cabrerae, die heute als Synonym für den Iberiensteinbock (Capra pyrenaica) gilt.

## Von Cabrera beschriebene Taxa
- Canis lupus signatus
- Loris lydekkerianus
- Alouatta guariba clamitans
- Alouatta seniculus arctoidea
- Sciurus granatensis ferminae
- Sciurus granatensis sumaco
- Heliosciurus rufobrachium benga
- Akodon leucolimnaeus
- Chelemys delfini
- Gerbillus hesperinus
- Meriones grandis
- Pelomys minor
- Cavia aperea hypoleuca
- Oryctolagus cuniculus habetensis
- Crocidura olivieri guineensis
- Crocidura russula pulchra
- Crocidura russula yebalensis
- Neomys anomalus
- Talpa occidentalis
- Talpa romana montana
- Dobsonia pannietensis remota
- Hipposideros caffer tephrus
- Molossops aequatorianus
- Mops niveiventer
- Eptesicus serotinus boscai
- Hypsugo savii ochromixtus
- Leopardus wiedii amazonicus
- Leptailurus serval lonnbergi
- Leptailurus serval pococki
- Civettictis civetta congica
- Civettictis civetta schwarzi
- Nandinia binotata intensa
- Atilax paludinosus spadiceus
- Herpestes ichneumon sangronizi
- Atelocynus microtis
- Otocyon megalotis canescens
- Lyncodon patagonicus thomasi
- Mustela erminea nippon
- Nasua nasua boliviensis
- Odocoileus virginianus tropicalis
- Ozotoceros bezoarticus celer
- Gazella dorcas massaesyla